# Dialectos ucranianos de Podlaquia
La lengua jájlaza es una lengua eslava del grupo oriental hablada principalmente en Podlaquia (Polonia). Se usa principalmente en los pueblos por las personas mayores.

## Alfabeto
El alfabeto ucraniano de Podlaquia tiene 43 caracteres; 9 son vocálicos y 34 son consonánticos.
También existen letras importadas de otras lenguas, pero son muy poco usadas.